# Vratarnica
Vratarnica (en serbe cyrillique : Вратарница) est un village de Serbie situé sur le territoire de la ville de Zaječar, district de Zaječar. Au recensement de 2011, il comptait 456 habitants.
Vratarnica est située sur les bords du Beli Timok, une rivière connue également sous le nom de Knjaževački Timok (le « Timok de Knjaževac »).

## Démographie

### Évolution historique de la population
| 1948  | 1953  | 1961  | 1971  | 1981 | 1991 | 2002 | 2011 |
| ----- | ----- | ----- | ----- | ---- | ---- | ---- | ---- |
| 1 649 | 1 656 | 1 603 | 1 360 | 985  | 733  | 570  | 456  |

|  |